# Marco Antonio Ávila
Marco Antonio Ávila Lavanal, né le 30 août 1977 à Santiago, est un professeur et homme politique chilien. Il est ministre de l'Éducation depuis le 11 mars 2022.

## Biographie
Marco Antonio Ávila est né à Santiago le 30 août 1977.
Il a terminé ses études secondaires au Liceo Andrés Bello de San Miguel. Il fréquente les établissements supérieurs en tant que professeur de castillan. Par la suite, il a complété une maîtrise en éducation et innovation à l' Université catholique Silva Henríquez,.

### Parcours professionnel
Il a été directeur de l'Unité Technique Pédagogique (UTP) et en même temps directeur de différents établissements d'enseignement.
Il a travaillé comme professeur de langue et de communication à la Fondation Belén Educa entre 2001 et 2008, et a également été directeur d'une école entre 2013 et 2015.
Dans la même période, il a été coordinateur du diplôme d'outils de gestion technico-pédagogique à l'Université Diego-Portales.
Il a été le coordinateur national de l'enseignement secondaire du ministère de l'Éducation nationale entre 2015 et 2018 sous le second gouvernement de Michelle Bachelet. Il a également été coordinateur de contenu pour Educar Chile.
Il a travaillé comme chef de projets à la Fundación Chile.

### Parcours politique
Membre du parti Révolution démocratique (RD), il est nommé le 21 janvier 2022 en tant que ministre de l'Éducation nationale par le président élu Gabriel Boric. 
En assumant cette fonction le 11 mars, il devient le premier ministre de l'Éducation qui est un professeur depuis quatorze ans,, et le premier ministre ouvertement gay de l'histoire du Chili, ainsi qu'Alexandra Benado au ministère des Sports comme première ministre lesbienne.